# آرغالانت
شهرستان آرغالانت (به زبان مغولی: Аргалант сум، [Argalant sum]؛ ᠠᠷᠭᠠᠯᠠᠩᠲᠤ ᠰᠤᠮᠤ، [arɣalaŋtu sumu]) یک شهرستان (سُوم) در مغولستان است که در استان توف واقع شده‌است.

## تقسیمات اداری
شهرستان آرغالانت متشکل از ۲ قصبه (باغ) می‌باشد، شامل:
- آرغالین‌اُول (مغولی: Аргалын уул баг، [Argalyn Uul bag]؛ ᠠᠷᠭᠠᠯ ᠤᠨ ᠲᠦ᠋ᠮᠡᠨ ᠪᠠᠭ، [arɣal-un aɣula baɣ])
- خوشوت (مغولی: Хөшөөт баг، [xöšööt bag]؛ ᠬᠥᠰᠢᠶᠡᠲᠤ ᠪᠠᠭ، [köšiyetü baɣ])